# Aeroportul Regional Texarkana
Aeroportul Regional Texarkana (IATA: TXK, ICAO: KTXK, FAA LID: TXK) este un aeroport din Arkansas, Statele Unite ale Americii ce deservește zona Texarkana⁠(d). Aeroportul a fost tranzitat în 2019 de 74.984 de pasageri.
Situat la o altitudine de 119 m, aeroportul dispune de 2 piste.

## Infrastructură

### Piste
Aeroportul dispune de 2 piste. Pista 04/22 are suprafața de asfalt și dimensiunile 6.601 picioare × 150 picioare. Pista 13/31 are suprafața de asfalt și dimensiunile 5.200 picioare × 100 picioare. 